# Pacha Qullu
Pacha Qullu (aymara, pacha världen; tid, qullu berg, också Pacha Kollu, Pacha Kkollu, Pacha Kkollu Quimsa Misa) eller Kimsa Misa är ett berg i Bolivia.   Det ligger i departementet Oruro, i den sydvästra delen av landet, 300 km väster om huvudstaden Sucre. Toppen på Pacha Qullu är 4 765 meter över havet, eller 915 meter över den omgivande terrängen. Bredden vid basen är 10,5 km.
Terrängen runt Pacha Qullu är huvudsakligen kuperad. Trakten är glest befolkad. Närmaste större samhälle är Huachacalla, 4,7 km öster om Pacha Qullu. 